# Sore Throat
Sore Throat war eine englische Crustcore- und Grindcore-Band aus Huddersfield und Birmingham, die im Jahr 1987 gegründet wurde und sich 1990 wieder auflöste. Zwischenzeitlich nannte sich die Band auch Saw Throat und Soar Throat.

## Geschichte
Die Band wurde im Frühling 1987 von Sänger Rich „Militia“ Walker gegründet. Kurze Zeit später kam Schlagzeuger Nick Royles. Anfangs experimentierten beide mit der Musik und mischten Lieder von U2 mit der von Clannad, Repulsion und Napalm Death. Auch nahmen sie Slayers Album Hell Awaits neu auf, jedoch mit nur 45 Rpm. Des Weiteren nahmen eine Session auf, bei der sie neben einer E-Gitarre, Glasflaschen, einen Drumcomputer, Musik von Clannad, sowie das Frequenzegeräusch eines Radios zur Geräuscherzeugung verwendeten. Nach einem Fehlstart mit Mick Harris (Gesang) und Jimmy Whiteley (E-Bass) von Napalm Death, wobei Walker die E-Gitarre spielte, kamen Gitarrist Brian „Bri“ Talbot und Bassist Jon Pickering zur Besetzung. Im Juli 1987 folgte der erste Auftritt der Gruppe und unterstützte dabei Extreme Noise Terror, Bolt Thrower und Electro Hippies. Im Folgemonat wurde das Demo Aural Butchery aufgenommen, das 27 Lieder umfasste. Dem Demo folgte kurz darauf die EP Death to Capitalist Hardcore, die 44 Lieder umfasste. Die Aufnahmen hierzu fanden in den Lion Studios in Leeds statt. Nachdem das Demo Noise Annoys aufgenommen worden war, verließ Schlagzeuger Royles die Band und wurde durch Paul „Hammy“ Halmshaw ersetzt, welcher auch der Besitzer von Peaceville Records war. Daraufhin nahm die Band ihr durch Discharge inspiriertes Debütalbum Unhindered by Talent auf, das über Meantime Records erschien. Nach ein paar weiteren Auftritte, unterzeichnete die Band einen Vertrag bei Earache Records, worüber das Album Disgrace to the Corpse of Sid erschien, das 99 Lieder enthielt. Es folgte wenige weitere Auftritte, darunter in Birmingham, Huddersfield und Ipswich, wobei sie bei letzterem für John Peel zusammen mit Extreme Noise Terror, Carcass und Doom auftraten. Bei diesem Auftritt kam die Band mit Shane Dabinett, Besitzer von Manic Ears Records, in Kontakt. Bei diesem Label veröffentlichte die Band ihr Album Inde$troy im Jahr 1988, wobei sich die Gruppe Saw Throat nannte. Die Aufnahmen fanden in den Lion Studios in Leeds statt, wobei Guy Hatton und Andy Tillison die Produktion übernommen hatten. Gegen Ende des Jahres 1989 veröffentlichte die Band das Mini-Album Never Mind the Napalm…, das aus den EPs Death to Capitalist Hardcore und der vorher erschienenen Soar Throat, einer japanischen Single, sowie acht neuen Liedern bestand. Im Jahr 1990 löste sich die Band dann auf. Gegen Ende des Jahres sowie im Folgejahr wurde die Band für wenige Auftritte wiederbelebt, wobei Mitglieder von verschiedenen Bands teilweise aushalfen.

## Stil
Die Band gibt die schwedische und finnische Punk-Szene als eine ihrer Haupteinflüsse an und nennt dabei Gruppen wie Shitlickers, Headcleaners, Terveet Kadet, Crude SS, Kuolema, Tampere SS, Kaaos, Anti-Cimex, Mellakka und Ratus. Auch nennt sie niederländische, belgische und französische Bands wie Lärm, Rapt, Pandemonium und Zyklome A, sowie brasilianische Bands wie etwa Ohlo Seco, Cólera, Ulster und Innocentees. Außerdem gibt die Band auch Gruppe andere Genre wie etwa Wretched, Siege, die frühen Gang Green, Skum Dribblurzzz, Discharge, Napalm Death, Disorder, Rudimentary Peni, Celtic Frost und Chaos UK. Auch nennt die Band Einflüsse von Bands wie Coil, Current 93 und Clannad. Die Band entschloss sich, niemals im Studio zu proben, sondern die Aufnahmen zu improvisieren. Die Lieder waren oft gegen die aufkommende Crossover-Bewegung gerichtet, darunter Bands wie D.R.I. und Musiker wie Billy Milano. Bei ihrem Album Inde$stroy hatte sich die Band vor allem an Gruppen wie Saint Vitus, Melvins und Swans orientiert.

## Diskografie

### Als Sore Throat
- Aural Butchery (Demo, 1987, Eigenveröffentlichung)
- Death to Capitalist Hardcore (EP, 1987, Acid Rain Records)
- Noise Annoys (Demo, 1988, Eigenveröffentlichung)
- Unhindered by Talent (Album, 1988, Meantime Records)
- Disgrace to the Corpse of Sid (Album, 1988, Earache Records)
- Never Mind the Napalm… (EP, 1989, Manic Ears Records)
- And We Don't Care (Kompilation, 1989, Weasel Records)
- Death to Capitalist Halmshaw (Kompilation, 2006, AreaDeath Productions)
- Disgrace to the Corpse of Sid/Unhindered by Talent (Kompilation, 2010, Earache Records)

### Als Saw Throat
- Inde$troy (Album, 1989, Manic Ears Records)

### Als Soar Throat
- Soar Throat (EP, 1989, Eigenveröffentlichung)